# Tahereh Mafi
Pour les articles homonymes, voir Mafi.
Œuvres principales
- Série Insaisissable

Tahereh Mafi, née le 9 novembre 1988 dans le Connecticut, est une auteure irano-américaine vivant à Santa Monica en Californie. Elle est connue pour ses ouvrages de littérature pour jeunes adultes (ou Young Adult).

## Biographie
Tahereh Mafi est née dans une petite ville du Connecticut. Elle est la plus jeune de sa famille, cadette de quatre frères. Ses parents sont originaires d'Iran. À l'âge de 12 ans, elle déménage avec sa famille en Californie du Nord et à l'âge de 14 ans, ils emménagent à Orange County.
Tahereh Mafi est diplômée de l'Université High School à Irvine. Elle obtient par la suite un diplôme en arts libéraux de la Soka University of America à Aliso Viejo en Californie. Elle parle et comprend huit langues étrangères. Elle étudie à Barcelone (Espagne) pour un semestre universitaire. Au cours de ce voyage, elle a l'occasion d'être immergée dans la langue espagnole.
Avant d'écrire son premier roman Insaisissable, Tahereh Mafi déclare avoir écrit cinq manuscrits afin de mieux comprendre l'écriture d'un livre.
Insaisissable : Ne me touche pas est son premier roman, publié le 15 novembre 2011. Depuis ce point, deux autres sont sortis : Ne m'échappe pas (publié le 5 février 2013) et Ne m'abandonne pas (publié le 4 février 2014). Un autre roman versions ebook de la série sont publiés : Destroy Me et Fracture Me rassemblé en un ouvrage unique en français, Ne me résiste pas. Les droits du film Ne me touche pas ont été achetés par la 20th Century Fox.
En août 2016, elle a sorti Au pays de l'ailleurs, un roman pour adolescent sur une pâle jeune fille vivant dans un monde de couleurs et de magie alors qu'elle en est dénuée.
En avril 2017, Tahereh Mafi annonce une nouvelle trilogie dans l'univers de Insaisissable en suivant les mêmes personnages. Le premier tome devrait s’appeler Restore Me et serait écrit du point de vue de Juliette Ferrars, protagoniste de la trilogie originale, et de Warner, l'antagoniste du premier livre. Le livre est publié en anglais le 6 mars 2018 et en français le 11 octobre 2018.

### Vie personnelle
Tahereh Mafi réside actuellement à Santa Monica, en Californie, où elle continue d'écrire. En 2013, elle épouse l'auteur Ransom Riggs. En mars 2017, Tahereh Mafi annonce qu'elle est enceinte via Twitter. Elle donne naissance à une fille, Layla, le 30 mai 2017.

## Œuvres

### UniversInsaisissable

#### SérieInsaisissable
1. Ne me touche pas, Michel Lafon, 2012 ((en) Shatter Me, 2011), trad. Jean-Noël Chatain, 381 p.  (ISBN 978-2-7499-1651-4)Réédition sous le titre Shatter Me, Michel Lafon, 2024, 384 p. (ISBN 978-2-7499-5963-4)
2. Ne m'échappe pas, Michel Lafon, 2013 ((en) Unravel Me, 2013), trad. Jean-Noël Chatain, 458 p.  (ISBN 978-2-7499-1886-0)Réédition sous le titre Unravel Me, Michel Lafon, 2024, 464 p. (ISBN 978-2-7499-6029-6)
3. Ne m'abandonne pas, Michel Lafon, 2014 ((en) Ignite Me, 2014), trad. Jean-Noël Chatain, 396 p.  (ISBN 978-2-7499-1979-9)

#### SérieInsaisissable - Hors-série
1,5 Ne me résiste pas, Michel Lafon, 2013 ((en) Destroy Me, 2012), trad. Jean-Noël Chatain, 122 p.  (ISBN 978-2-7499-2091-7)
2,5 (en) Fracture Me, 2013
3,5 (en) Shadow Me, 2019
4,5 (en) Reveal Me, 2019
6,5 (en) Believe Me, 2021

- Unite Me, Michel Lafon, 2024 ((en) Unite Me, 2014), trad. Jean-Noël Chatain, 176 p.  (ISBN 978-2-7499-60340)Recueil contenant Destroy Me et Fracture Me
- (en) Find Me, 2019Recueil contenant Shadow Me et Reveal Me

#### SérieInsaisissable - Saison 2
1. Crois en moi, Michel Lafon, 2018 ((en) Restore Me, 2018), trad. Philippe Mothe, 443 p.  (ISBN 978-2-7499-3682-6)
2. Provoque-moi, Michel Lafon, 2019 ((en) Defy Me, 2019), trad. Philippe Mothe, 362 p.  (ISBN 978-2-7499-3683-3)
3. Imagine-moi, Michel Lafon, 2020 ((en) Imagine Me, 2020), trad. Philippe Mothe, 446 p.  (ISBN 978-2-7499-3684-0)

#### SérieShatter Me: The New Republic
1. (en) Watch Me, 2025

### SérieAu pays de l'Ailleurs
1. Au pays de l'Ailleurs, Michel Lafon, 2016 ((en) Furthermore, 2016), trad. Jean-Noël Chatain, 396 p.  (ISBN 978-2-7499-2943-9)
2. Au-delà de l'Ailleurs, Michel Lafon, 2021 ((en) Whichwood, 2017), trad. Valentine Vignault, 347 p.  (ISBN 978-2-7499-3643-7)

### SérieCe royaume tissé
1. Ce royaume tissé, De Saxus, 2023 ((en) This Woven Kingdom, 2022), trad. Nicolas Ancion et Axelle Demoulin, 496 p.  (ISBN 978-2-37876-328-2)
2. Ces fils infinis, De Saxus, 2024 ((en) These Infinite Threads, 2023), trad. Nicolas Ancion et Axelle Demoulin, 400 p.  (ISBN 978-2-37876-420-3)
3. Ces gloires entrelacées, De Saxus, 2024 ((en) All This Twisted Glory, 2024), trad. Nicolas Ancion et Axelle Demoulin, 400 p.  (ISBN 978-2-37876-570-5)

### Romans indépendants
- (en) A Very Large Expanse of Sea, 2018